# Viking Fotballklubb 2017
Questa voce raccoglie le informazioni riguardanti il Viking Fotballklubb nelle competizioni ufficiali della stagione 2017.

## Stagione
A seguito dell'8º posto finale della precedente stagione, il Viking avrebbe affrontato il campionato di Eliteserien 2017, oltre al Norgesmesterskapet. Il 19 dicembre 2016 è stato compilato il calendario del nuovo campionato, che alla 1ª giornata avrebbe visto la squadra andare a far visita al Vålerenga, nel weekend dell'1-3 aprile 2016.
Il 7 aprile è stato sorteggiato il primo turno del Norgesmesterskapet 2017: il Viking avrebbe fatto visita al Riska. Superato questo ostacolo, il Viking è stato eliminato al secondo turno della manifestazione, a causa della sconfitta patita contro l'Egersund.
Il 29 ottobre 2017, a seguito della sconfitta per 3-0 subita sul campo del Tromsø, il Viking è matematicamente retrocesso in 1. divisjon, dopo ventotto stagioni consecutive nella massima divisione del campionato norvegese. A seguito di questo risultato, Burchnall è stato esonerato in data 9 novembre. Bjarte Lunde Aarsheim avrebbe guidato la squadra fino al termine della stagione, avvalendosi della collaborazione di Kurt Hegre.
Il Viking ha concluso il campionato al 16º ed ultimo posto in classifica.

## Maglie e sponsor
Lo sponsor tecnico per la stagione 2017 è Diadora, mentre lo sponsor ufficiale è Lyse Energi. La prima divisa è composta da una maglietta blu, pantaloncini e calzettoni bianchi. Quella da trasferta è costituita da una maglietta bianca, con pantaloncini blu e calzettoni bianchi.
| Casa | Trasferta |

## Rosa
| N. |                        | Ruolo | Calciatore         |
| -- | ---------------------- | ----- | ------------------ |
| 1  | Norvegia (bandiera)    | P     | Iven Austbø        |
| 2  | Norvegia (bandiera)    | D     | Rasmus Martinsen   |
| 3  | Norvegia (bandiera)    | D     | Andreas Nordvik    |
| 4  | Spagna (bandiera)      | D     | José Cruz          |
| 4  | Inghilterra (bandiera) | D     | Michael Ledger     |
| 6  | Estonia (bandiera)     | D     | Karol Mets         |
| 7  | Inghilterra (bandiera) | A     | George Green       |
| 7  | Nigeria (bandiera)     | A     | Samuel Adegbenro   |
| 8  | Inghilterra (bandiera) | C     | Ross Jenkins       |
| 9  | Norvegia (bandiera)    | C     | Fredrik Torsteinbø |
| 9  | Danimarca (bandiera)   | A     | Patrick Pedersen   |
| 10 | Norvegia (bandiera)    | A     | Tommy Høiland      |
| 10 | Ghana (bandiera)       | A     | Kwesi Appiah       |
| 11 | Norvegia (bandiera)    | C     | Zymer Bytyqi       |
| 13 | Croazia (bandiera)     | D     | Šime Gregov        |
| 14 | Norvegia (bandiera)    | D     | André Danielsen    |
| 15 | Norvegia (bandiera)    | P     | Amund Wichne       |
| 17 | Danimarca (bandiera)   | C     | Steffen Ernemann   |
| 18 | Norvegia (bandiera)    | D     | Julian Ryerson     |
| 19 | Norvegia (bandiera)    | C     | Michael Haukås     |

| N. |                             | Ruolo | Calciatore              |
| -- | --------------------------- | ----- | ----------------------- |
| 20 | Norvegia (bandiera)         | C     | Tor André Aasheim       |
| 21 | Norvegia (bandiera)         | C     | Herman Kleppa           |
| 22 | Danimarca (bandiera)        | D     | Claes Kronberg          |
| 23 | Irlanda del Nord (bandiera) | A     | Robin Shroot            |
| 24 | Norvegia (bandiera)         | P     | Erik Johannes Arnebrott |
| 25 | Nigeria (bandiera)          | C     | Usman Sale              |
| 26 | Norvegia (bandiera)         | C     | Tore André Sørås        |
| 27 | Norvegia (bandiera)         | A     | Mathias Bringaker       |
| 28 | Norvegia (bandiera)         | D     | Kristoffer Haugen       |
| 30 | Norvegia (bandiera)         | C     | Stian Michalsen         |
| 31 | Norvegia (bandiera)         | C     | Harald Nilsen Tangen    |
| 32 | Norvegia (bandiera)         | A     | Petter Bakken           |
| 40 | Norvegia (bandiera)         | D     | Jens Husebø             |
| 41 | Norvegia (bandiera)         | D     | Kristian Novak          |
| 42 | Norvegia (bandiera)         | C     | Jonas Pereira           |
| 43 | Norvegia (bandiera)         | A     | Espen Jakobsen          |
| 44 | Norvegia (bandiera)         | P     | Kai Anton Kleven        |
| 45 | Norvegia (bandiera)         | D     | Adrian Pereira          |
| 99 | Costa d'Avorio (bandiera)   | A     | Ghislain Guessan        |

## Calciomercato

### Sessione invernale(dal 01/01 al 31/03)
| Arrivi | Arrivi           | Arrivi         | Arrivi        |
| R.     | Nome             | da             | Modalità      |
| ------ | ---------------- | -------------- | ------------- |
| P      | Amund Wichne     | Åsane          | fine prestito |
| D      | Michael Ledger   | Sunderland     | prestito      |
| C      | Steffen Ernemann |                | svincolato    |
| A      | Kwesi Appiah     | Crystal Palace | prestito      |
| A      | Robin Shroot     | Hødd           | prestito      |

| Partenze | Partenze            | Partenze      | Partenze      |
| R.       | Nome                | a             | Modalità      |
| -------- | ------------------- | ------------- | ------------- |
| P        | Pål Vestly Heigre   | Aalesund      | definitivo    |
| D        | Per-Magnus Steiring | Rosenborg     | fine prestito |
| C        | Andreas Breimyr     |               | svincolato    |
| C        | Abdisalam Ibrahim   | Vålerenga     | definitivo    |
| C        | Chris Dawson        | Rotherham Utd | fine prestito |
| C        | Joackim Jørgensen   |               | svincolato    |
| A        | Martin Hummervoll   |               | svincolato    |
| A        | Aniekpeno Udoh      | Levanger      | prestito      |

### Tra le due sessioni
| Arrivi | Arrivi | Arrivi | Arrivi   |
| R.     | Nome   | da     | Modalità |
| ------ | ------ | ------ | -------- |

| Partenze | Partenze         | Partenze       | Partenze      |
| R.       | Nome             | a              | Modalità      |
| -------- | ---------------- | -------------- | ------------- |
| D        | Michael Ledger   | Sunderland     | fine prestito |
| A        | Kwesi Appiah     | Crystal Palace | fine prestito |
| A        | Patrick Pedersen | Valur          | definitivo    |

### Sessione estiva(dal 20/07 al 16/08)
| Arrivi           | Arrivi             | Arrivi       | Arrivi        |
| R.               | Nome               | da           | Modalità      |
| ---------------- | ------------------ | ------------ | ------------- |
| D                | José Cruz          |              | svincolato    |
| D                | Šime Gregov        |              | svincolato    |
| D                | Andreas Nordvik    |              | svincolato    |
| C                | Ross Jenkins       |              | svincolato    |
| C                | Tore André Sørås   | Follo        | definitivo    |
| C                | Fredrik Torsteinbø | Hammarby     | definitivo    |
| A                | George Green       |              | svincolato    |
| A                | Tommy Høiland      | Strømsgodset | definitivo    |
| Altre operazioni |                    |              |               |
| R.               | Nome               | da           | Modalità      |
| A                | Aniekpeno Udoh     | Levanger     | fine prestito |

| Partenze | Partenze         | Partenze   | Partenze      |
| R.       | Nome             | a          | Modalità      |
| -------- | ---------------- | ---------- | ------------- |
| D        | Karol Mets       | NAC Breda  | definitivo    |
| C        | Herman Kleppa    | Vidar      | prestito      |
| C        | Stian Michalsen  | Ljungskile | prestito      |
| A        | Samuel Adegbenro | Rosenborg  | definitivo    |
| A        | Robin Shroot     | Hødd       | fine prestito |
| A        | Aniekpeno Udoh   | Ljungskile | prestito      |

### Dopo la sessione estiva
| Arrivi | Arrivi           | Arrivi | Arrivi     |
| R.     | Nome             | da     | Modalità   |
| ------ | ---------------- | ------ | ---------- |
| A      | Ghislain Guessan |        | svincolato |

| Partenze | Partenze     | Partenze | Partenze   |
| R.       | Nome         | a        | Modalità   |
| -------- | ------------ | -------- | ---------- |
| A        | George Green |          | svincolato |

## Risultati

### Eliteserien

#### Girone di andata
| Arbitro: | Hafsås (Trondheim) |

|           |           |  |
| Finne 53’ | Marcatori |  |

| Arbitro: | Hagenes (Flaktveit) |

|             |           |                           |
| Ryerson 58’ | Marcatori | 6’ (aut.) Ledger 90’ Åsen |

| Arbitro: | Hobber Nilsen (Oslo) |

|                                     |           |  |
| Trondsen 2’ Østli 56’ Mortensen 68’ | Marcatori |  |

| Arbitro: | Lundby (Bøverbru) |

|  |           |            |
|  | Marcatori | 9’ Helland |

| Arbitro: | Kjensli (Oslo) |

|                                                  |           |  |
| Adegbenro 27’ Bringaker 58’ Danielsen 62’ (rig.) | Marcatori |  |

| Arbitro: | Hobber Nilsen (Oslo) |

|            |           |               |
| Haugen 22’ | Marcatori | 90’ Adegbenro |

| Arbitro: | Saggi (Drammen) |

|  |           |                       |
|  | Marcatori | 69’ Morer 72’ Storbæk |

| Arbitro: | Steen (Bergen) |

|                                          |           |  |
| Koomson 1’, 38’, 69’ (rig.) Ramsland 86’ | Marcatori |  |

| Arbitro: | Hobber Nilsen (Oslo) |

|                 |           |                                 |
| Hoff 11’ (aut.) | Marcatori | 28’ (rig.) Abdellaoue 87’ Gyasi |

| Arbitro: | Hansen (Feda) |

|                |           |            |
| Omoijuanfo 90’ | Marcatori | 42’ Appiah |

| Arbitro: | Eskås (Oslo) |

|                                                |           |                          |
| Ulland Andersen 10’ Glesnes 32’ Jradi 50’, 53’ | Marcatori | 66’ Bytyqi 80’ Adegbenro |

| Arbitro: | Hagenes (Flaktveit) |

|                                |           |           |
| Appiah 55’ (rig.) Pedersen 90’ | Marcatori | 62’ Mendy |

| Arbitro: | Lundby (Bøverbru) |

|               |           |  |
| Melgalvis 90’ | Marcatori |  |

| Arbitro: | Saggi (Drammen) |

|            |           |             |
| Appiah 29’ | Marcatori | 88’ Skjerve |

| Arbitro: | Eskås (Oslo) |

|                                            |           |                          |
| Strand 5’ Sigurðarson 30’ (rig.) Amang 90’ | Marcatori | 72’ Bringaker 84’ Haugen |

#### Girone di ritorno
| Arbitro: | Hafsås (Trondheim) |

|               |           |              |
| Martinsen 66’ | Marcatori | 67’ Ramsland |

| Arbitro: | Hagenes (Flaktveit) |

|  |           |                   |
|  | Marcatori | 6’, 24’ Adegbenro |

| Arbitro: | Skjerven (Kaupanger) |

|                           |           |                                    |
| Adegbenro 60’ Høiland 68’ | Marcatori | 19’ (rig.) Krogstad 44’ Haakenstad |

| Arbitro: | Hagenes (Flaktveit) |

|                |           |             |
| Papazoglou 90’ | Marcatori | 12’ Høiland |

| Arbitro: | Hansen (Feda) |

|                                |           |                                                 |
| Høiland 39’ (rig.) Ryerson 61’ | Marcatori | 28’ Vega 63’ Skaanes 69’ Haugen 90’ Orry Larsen |

| Arbitro: | Smehus Kringstad (Oslo) |

|                                          |           |             |
| Grossmüller 18’, 28’ Kastrati 59’ (rig.) | Marcatori | 14’ Guessan |

| Arbitro: | Lundby (Bøverbru) |

|                        |           |                                                |
| Nordvik 2’ Høiland 77’ | Marcatori | 12’ Sigurðarson 33’ Ellingsen 80’ Braut Håland |

| Arbitro: | Steen (Bergen) |

|                        |           |            |
| Stølås 78’ Skjerve 90’ | Marcatori | 45’ Haugen |

| Arbitro: | Eskås (Oslo) |

|  |           |           |
|  | Marcatori | 31’ Jradi |

| Arbitro: | Hagenes (Flaktveit) |

|  |           |                        |
|  | Marcatori | 15’ Ryerson 62’ Haugen |

| Arbitro: | Hansen (Feda) |

|             |           |                                                                    |
| Nordvik 74’ | Marcatori | 11’, 84’ Stengel 15’, 35’, 78’ Juklerød 28’ Jääger 54’ Friðjónsson |

| Arbitro: | Saggi (Drammen) |

|                                   |           |  |
| Wangberg 30’ Lehne Olsen 43’, 73’ | Marcatori |  |

| Arbitro: | Steen (Bergen) |

|                          |           |               |
| Green 22’ Torsteinbø 88’ | Marcatori | 17’ Mortensen |

| Arbitro: | Hobber Nilsen (Oslo) |

|                          |           |  |
| Bendtner 8’ Trondsen 41’ | Marcatori |  |

| Arbitro: | Skjerven (Kaupanger) |

|                    |           |  |
| Bringaker 25’, 52’ | Marcatori |  |

### Norgesmesterskapet
| Arbitro: | Hauge (Bergen) |

|           |           |                                                  |
| Myhre 64’ | Marcatori | 37’ Haugen 48’ Michalsen 54’ Pedersen 79’ Shroot |

| Arbitro: | Tennøy (Bergen) |

|                                              |           |               |
| Sumareh 18’ Sleveland 62’ Larshus Larsen 90’ | Marcatori | 50’ Bringaker |

## Statistiche

### Statistiche di squadra
| Competizione       | Punti | In casa | In casa | In casa | In casa | In casa | In casa | In trasferta | In trasferta | In trasferta | In trasferta | In trasferta | In trasferta | Totale | Totale | Totale | Totale | Totale | Totale | DR |
| Competizione       | Punti | G       | V       | N       | P       | Gf      | Gs      | G            | V            | N            | P            | Gf           | Gs           | G      | V      | N      | P      | Gf     | Gs     | DR |
| ------------------ | ----- | ------- | ------- | ------- | ------- | ------- | ------- | ------------ | ------------ | ------------ | ------------ | ------------ | ------------ | ------ | ------ | ------ | ------ | ------ | ------ | -- |
| Eliteserien        | 0     | 0       | 0       | 0       | 0       | 0       | 0       | 0            | 0            | 0            | 0            | 0            | 0            | 0      | 0      | 0      | 0      | 0      | 0      | 0  |
| Norgesmesterskapet | -     | 0       | 0       | 0       | 0       | 0       | 0       | 0            | 0            | 0            | 0            | 0            | 0            | 0      | 0      | 0      | 0      | 0      | 0      | 0  |
| Totale             | -     | 0       | 0       | 0       | 0       | 0       | 0       | 0            | 0            | 0            | 0            | 0            | 0            | 0      | 0      | 0      | 0      | 0      | 0      | 0  |

### Andamento in campionato
| Giornata  | 1  | 2  | 3  | 4  | 5  | 6  | 7  | 8  | 9  | 10 | 11 | 12 | 13 | 14 | 15 | 16 | 17 | 18 | 19 | 20 | 21 | 22 | 23 | 24 | 25 | 26 | 27 | 28 | 29 | 30 |
| --------- | -- | -- | -- | -- | -- | -- | -- | -- | -- | -- | -- | -- | -- | -- | -- | -- | -- | -- | -- | -- | -- | -- | -- | -- | -- | -- | -- | -- | -- | -- |
| Luogo     | T  | C  | T  | C  | C  | T  | C  | T  | C  | T  | T  | C  | T  | C  | T  | C  | T  | C  | T  | C  | T  | C  | T  | C  | T  | C  | T  | C  | T  | C  |
| Risultato | P  | P  | P  | P  | V  | N  | P  | P  | P  | N  | P  | V  | P  | N  | P  | N  | V  | N  | N  | P  | P  | P  | P  | P  | V  | P  | P  | V  | P  | V  |
| Posizione | 12 | 13 | 16 | 16 | 14 | 15 | 16 | 16 | 16 | 16 | 16 | 16 | 16 | 16 | 16 | 16 | 16 | 16 | 16 | 16 | 16 | 16 | 16 | 16 | 16 | 16 | 16 | 16 | 16 | 16 |

Fonte:  Eliteserien 2017, su altomfotball.no, Altomfotball. URL consultato il 26 gennaio 2017 (archiviato dall'url originale il 2 febbraio 2017).
Legenda:

Luogo: C = Casa; T = Trasferta. Risultato: V = Vittoria; N = Pareggio; P = Sconfitta.

### Statistiche dei giocatori
| Giocatore        | Eliteserien | Eliteserien | Eliteserien | Eliteserien | Norgesmesterskapet | Norgesmesterskapet | Norgesmesterskapet | Norgesmesterskapet | Coppe europee | Coppe europee | Coppe europee | Coppe europee | Altre coppe | Altre coppe | Altre coppe | Altre coppe | Totale   | Totale | Totale      | Totale     |
| Giocatore        | Presenze    | Reti        | Ammonizioni | Espulsioni  | Presenze           | Reti               | Ammonizioni        | Espulsioni         | Presenze      | Reti          | Ammonizioni   | Espulsioni    | Presenze    | Reti        | Ammonizioni | Espulsioni  | Presenze | Reti   | Ammonizioni | Espulsioni |
| ---------------- | ----------- | ----------- | ----------- | ----------- | ------------------ | ------------------ | ------------------ | ------------------ | ------------- | ------------- | ------------- | ------------- | ----------- | ----------- | ----------- | ----------- | -------- | ------ | ----------- | ---------- |
| T. Aasheim       | 9           | 0           | 0           | 0           | 1                  | 0                  | 0                  | 0                  |               |               |               |               |             |             |             |             | 10       | 0      | 0           | 0          |
| S. Adegbenro     | 15          | 6           | 4           | 0           | 1                  | 0                  | 0                  | 0                  |               |               |               |               |             |             |             |             | 16       | 6      | 4           | 0          |
| K. Appiah        | 12          | 3           | 0           | 0           | 0                  | 0                  | 0                  | 0                  |               |               |               |               |             |             |             |             | 12       | 3      | 0           | 0          |
| E. Arnebrott     | 0           | -0          | 0           | 0           | 0                  | -0                 | 0                  | 0                  |               |               |               |               |             |             |             |             | 0        | 0      | 0           | 0          |
| I. Austbø        | 24          | -41         | 1           | 0           | 0                  | -0                 | 0                  | 0                  |               |               |               |               |             |             |             |             | 24       | -41    | 1           | 0          |
| P. Bakken        | 0           | 0           | 0           | 0           | 0                  | 0                  | 0                  | 0                  |               |               |               |               |             |             |             |             | 0        | 0      | 0           | 0          |
| M. Bringaker     | 24          | 4           | 1           | 0           | 1                  | 1                  | 0                  | 0                  |               |               |               |               |             |             |             |             | 25       | 5      | 1           | 0          |
| Z. Bytyqi        | 25          | 1           | 1           | 0           | 0                  | 0                  | 0                  | 0                  |               |               |               |               |             |             |             |             | 25       | 1      | 1           | 0          |
| J. Cruz          | 5           | 0           | 0           | 1           | -                  | -                  | -                  | -                  |               |               |               |               |             |             |             |             | 5        | 0      | 0           | 1          |
| A. Danielsen     | 28          | 1           | 4           | 1           | 2                  | 0                  | 0                  | 0                  |               |               |               |               |             |             |             |             | 30       | 1      | 4           | 1          |
| S. Ernemann      | 20          | 0           | 4           | 0           | 0                  | 0                  | 0                  | 0                  |               |               |               |               |             |             |             |             | 20       | 0      | 4           | 0          |
| G. Green         | 7           | 1           | 5           | 0           | -                  | -                  | -                  | -                  |               |               |               |               |             |             |             |             | 7        | 1      | 5           | 0          |
| Š. Gregov        | 10          | 0           | 1           | 1           | -                  | -                  | -                  | -                  |               |               |               |               |             |             |             |             | 10       | 0      | 1           | 1          |
| G. Guessan       | 3           | 1           | 0           | 0           | -                  | -                  | -                  | -                  |               |               |               |               |             |             |             |             | 3        | 1      | 0           | 0          |
| K. Haugen        | 27          | 3           | 4           | 0           | 2                  | 1                  | 0                  | 0                  |               |               |               |               |             |             |             |             | 29       | 4      | 4           | 0          |
| M. Haukås        | 15          | 0           | 0           | 0           | 2                  | 0                  | 0                  | 0                  |               |               |               |               |             |             |             |             | 17       | 0      | 0           | 0          |
| T. Høiland       | 13          | 4           | 2           | 0           | -                  | -                  | -                  | -                  |               |               |               |               |             |             |             |             | 13       | 4      | 2           | 0          |
| J. Husebø        | 0           | 0           | 0           | 0           | 0                  | 0                  | 0                  | 0                  |               |               |               |               |             |             |             |             | 0        | 0      | 0           | 0          |
| E. Jakobsen      | 0           | 0           | 0           | 0           | 0                  | 0                  | 0                  | 0                  |               |               |               |               |             |             |             |             | 0        | 0      | 0           | 0          |
| R. Jenkins       | 12          | 0           | 5           | 0           | -                  | -                  | -                  | -                  |               |               |               |               |             |             |             |             | 12       | 0      | 5           | 0          |
| H. Kleppa        | 0           | 0           | 0           | 0           | 0                  | 0                  | 0                  | 0                  |               |               |               |               |             |             |             |             | 0        | 0      | 0           | 0          |
| K. Kleven        | 0           | -0          | 0           | 0           | 0                  | -0                 | 0                  | 0                  |               |               |               |               |             |             |             |             | 0        | 0      | 0           | 0          |
| C. Kronberg      | 26          | 0           | 0           | 0           | 2                  | 0                  | 1                  | 0                  |               |               |               |               |             |             |             |             | 28       | 0      | 1           | 0          |
| M. Ledger        | 13          | 0           | 0           | 0           | 1                  | 0                  | 0                  | 0                  |               |               |               |               |             |             |             |             | 14       | 0      | 0           | 0          |
| R. Martinsen     | 15          | 1           | 3           | 1           | 2                  | 0                  | 0                  | 0                  |               |               |               |               |             |             |             |             | 17       | 1      | 3           | 1          |
| K. Mets          | 15          | 0           | 3           | 0           | 2                  | 0                  | 0                  | 0                  |               |               |               |               |             |             |             |             | 17       | 0      | 3           | 0          |
| S. Michalsen     | 6           | 0           | 0           | 0           | 1                  | 1                  | 0                  | 0                  |               |               |               |               |             |             |             |             | 7        | 1      | 0           | 0          |
| H. Nilsen Tangen | 0           | 0           | 0           | 0           | -                  | -                  | -                  | -                  |               |               |               |               |             |             |             |             | 0        | 0      | 0           | 0          |
| A. Nordvik       | 8           | 1           | 0           | 0           | -                  | -                  | -                  | -                  |               |               |               |               |             |             |             |             | 8        | 1      | 0           | 0          |
| K. Novak         | 0           | 0           | 0           | 0           | 0                  | 0                  | 0                  | 0                  |               |               |               |               |             |             |             |             | 0        | 0      | 0           | 0          |
| P. Pedersen      | 6           | 1           | 1           | 0           | 2                  | 1                  | 0                  | 0                  |               |               |               |               |             |             |             |             | 8        | 2      | 1           | 0          |
| A. Pereira       | 1           | 0           | 0           | 0           | 1                  | 0                  | 0                  | 0                  |               |               |               |               |             |             |             |             | 2        | 0      | 0           | 0          |
| J. Pereira       | 2           | 0           | 0           | 0           | 0                  | 0                  | 0                  | 0                  |               |               |               |               |             |             |             |             | 2        | 0      | 0           | 0          |
| J. Ryerson       | 28          | 3           | 6           | 0           | 2                  | 0                  | 0                  | 0                  |               |               |               |               |             |             |             |             | 30       | 3      | 6           | 0          |
| U. Sale          | 10          | 0           | 4           | 0           | 1                  | 0                  | 0                  | 1                  |               |               |               |               |             |             |             |             | 11       | 0      | 4           | 1          |
| R. Shroot        | 6           | 0           | 1           | 0           | 2                  | 1                  | 0                  | 0                  |               |               |               |               |             |             |             |             | 8        | 1      | 1           | 0          |
| T. Sørås         | 0           | 0           | 0           | 0           | -                  | -                  | -                  | -                  |               |               |               |               |             |             |             |             | 0        | 0      | 0           | 0          |
| F. Torsteinbø    | 10          | 1           | 0           | 0           | -                  | -                  | -                  | -                  |               |               |               |               |             |             |             |             | 10       | 1      | 0           | 0          |
| A. Wichne        | 6           | -16         | 1           | 0           | 2                  | -4                 | 0                  | 0                  |               |               |               |               |             |             |             |             | 8        | -20    | 1           | 0          |